# Alejandro Fuenzalida Grandón
Alejandro Fuenzalida Grandón (* 21. Dezember 1865 in Copiapó, Chile; † 15. April 1942 in Santiago de Chile) war ein chilenischer Jurist, Bibliograf und Historiker.

## Leben
Alejandro Fuenzalida Grandón war der Sohn von José Fuenzalida und Eugenia Grandón, sein Bruder war der Geograf José Fuenzalida Grandón. Er war mit Emma Wendt verheiratet. Seine Söhne waren Hugo und Hernán.
Seine Familie war arm aber bestrebt die Kinder mit einer guten Ausbildung zum Ergreifen liberaler Berufe zu verhelfen. Alejandro besuchte das humanistische Lyzeum in Copiapo. Er entwickelte eine Leidenschaft für Bücher. Er las gern und viel auch in französischer, italienischer und englischer Sprache. Die Bücher erhielt er aus der Schulbibliothek oder auch von einer örtlichen Buchhändlerin die ihm zahlreiche Werke auslieh. Für den Politiker und Schriftsteller Manuel Antonio Matta erstellte er Übersetzungen von englischsprachigen Zeitschriftenartikeln. Er begann für die Zeitschrift El Atacameño zu schreiben, die von den Gebrüdern Matta aufgelegt wurde. Er verfasste Artikel für die Laisierung der staatlichen Institutionen, gegen die Vorherrschaft der Katholischen Kirche, für die Trennung von Staat und Kirche, für eine allgemeine Religionsfreiheit oder für Staatliche Schulen. Alles im Sinne der Ziele des Partido Radical, der Partei Mattas.
1885 ging er nach Santiago. Auf Empfehlung erhielt er eine Inspektorenstelle am Instituto Nacional, die es ihm erlaubte, ein Studium an der Universidad de Chile zu finanzieren. Er studierte Jura und beschäftigte sich mit historischen und bibliografische Studien. Er engagierte sich weiterhin politisch und schrieb für die Zeitungen La Ley und La Libertad Electoral. 1889 erlangte er seinen Abschluss als Anwalt. Im selben Jahr trat er als Verwaltungsfunktionär ins Erziehungsministerium ein, wo er im Laufe von zehn Jahren sukzessive bis zum Abteilungsleiter aufstieg. Ab 1894 gab er auch Unterricht in Geschichte und Geografie am Instituto Nacional. Von 1899, nach seinem Ausscheiden aus dem Ministerium, bis 1913 war er als Lehrer am Instituto Nacional. Er unterrichtete gelegentlich an den Hochschulen Santiagos Verwaltungsrecht, Politikwissenschaft und Kunstgeschichte. Nach 1913 widmete er sich als Hochschullehrer der amerikanisch-chilenischen Geschichte bis zu seiner Pensionierung 1918.